# Барта, Иржи
Иржи Барта (чеш. Jiří Barta, 26 ноября 1948, Прага, ЧССР) — чешский аниматор и сценарист. Лауреат международных кинофестивалей.

## Биография
Иржи Барта начал заниматься анимацией в 1969 году в Высшей школе прикладного искусства в Праге. В 1978 году снял на студии Krátký film «Загадки за конфету» — первый короткометражный мультфильм режиссёра, в котором были сочетались рисованная и кукольная мультипликация. В период с 1979 по 1982 год он работал в Высшей школе прикладного искусства в Праге в качестве преподавателя.
С 1982 года начал работу в Krátký film («Пражская студия короткометражных фильмов»). С 1992 по 2007 год работал на факультете кино и телевизионной графики в Высшей школе прикладного искусства в Праге. В 1993 году стал доцентом, а в 2001 году был назначен профессором. С 2010 года он преподаёт на факультете искусств и дизайна в Západočeská univerzita v Plzni.
Участвовал в съёмках фильма Веры Хитиловой «Турбаза „Волчья“», для которого поставил спецэффекты.
В 1985 году им был снят полнометражный мультфильм для взрослой аудитории «Крысолов» — адаптация средневековой легенды о дудочнике из Гамельна, навеянный атмосферой немецкого экспрессионизма. Мир деревянных фигурок людей противостоит в фильме миру крыс (анимированные чучела и живые крысы). Оба они существуют на фоне стилизованных под средневековый европейский город деревянных панно декораций. Два этих мира охвачены стяжательством и насилием. Крысолов уничтожает вопреки средневековой легенде оба этих мира, в живых остаются только грудной ребёнок и старик.
В 1987 году он снял короткометражный игровой фильм «Последняя добыча». Фильм рассказывает о семействе вампиров, заманивших к себе вора, забравшегося в старинный склеп на кладбище.
В 1989 году снял мультфильм «Клуб брошенных» (навеянный воспоминаниями о Пражской весне 1968 года), спустя десять лет этот мультфильм вошёл в альманах «Анимация в стиле нуар». В основу сюжета была положена идея друга Иржи Барты Эдгара Дутки.
После падения коммунистического правительства в Чехословакии в девяностые годы Иржи Барта не мог выпустить ни одной крупной работы почти двадцать лет. Пятнадцать лет он пытался найти финансирование для полнометражного художественного фильма «Голем», для которого требовались 100 миллионов крон Режиссёру удалось создать только короткометражный мультфильм, сочетающий игру актёров, рисованную и пластилиновую анимацию.
После длительного перерыва снял полнометражный детский мультфильм «На чердаке или У кого сегодня день рожденья?» (оригинальное название «Na půdě aneb Kdo má dneska narozeniny?»). В нём объединены куклы, рисованная и цифровая анимация. В старом чемодане на чердаке, живут брошенные игрушки: кукла, плюшевый медведь, деревянная марионетка, пластилиновый гном. В окрестностях чемодана обитают также мышь-радиолюбитель Склодовская и семья шахматных фигур Каспаровы. Жизнь обитателей чердака разрушает загадочное похищение всеобщей любимицы — куклы.
В 1999 году был снят документальный телевизионный фильм «Bezúčelná procházka Jiřího Barty», посвящённый творчеству режиссёра. В 2015 году ретроспектива фильмов режиссёра прошла на Festival Premiers Plans d’Angers.
Режиссёр принимал участие в проекте Ibn Battuta, работает по заказам на создание анимированных рекламных объявлений.

## Особенности творчества
Творчество Иржи Трнки на многие годы стало ориентиром Иржи Барты. Долгое время Барта общался с Яном Шванкмаером, однако его мультипликационные работы далеки от радикализма и анархизма Шванкмайера. Иржи Барта сумел стать самобытным режиссёром с собственным почерком, используя элементы и мотивы творчества советских мастеров мультипликации Юрия Норштейна и Прийта Пярна.
Работы режиссёра представляют сплав сюрреализма и мистики, фильмов ужасов, обычно основаны на сочетании различных техник мультипликации и игрового кино.

## Фильмография (основные работы)
| Год  | Фильм | Название на чешском языке                  | Награды |
| ---- | --- | ------------------------------------------ | --- |
| 1978 | Загадки за конфету (ЧССР, 8 минут)                                                                             | Hádanky za bonbón                          | |
| 1980 | Дискжокей (ЧССР, 10 минут)                                                                                     | Diskzokej                                  | |
| 1986 | Крысолов (ЧССР, 53 минуты)                                                                                     | Krysař                                     | Кинофестиваль в Сан-Себастьяне — приз ФИПРЕССИ (1986); Международный кинофестиваль в Чикаго — «Лучший анимационный фильм» (1986); Кинофестиваль в Салерно — «Лучший анимационный фильм» (1988); Кинофестиваль в Мадриде — приз в категории «Анимация» (1987); Кинофестиваль в Сан-Пауло — лучшая режиссура, лучшая операторская работа (1987); Кинофестиваль в Руайане — главный приз в категории «Анимация» и приз за лучшую музыку к фильму (1986); Кинофестиваль документальных и короткометражных фильмов в Бильбао — «Лучший анимационный фильм» (1986) |
| 1987 | Последняя добыча (ЧССР, 19 минут)                                                                              | Poslední lup                               | Krakow Film Festival, 1988 — Победитель (Серебряный дракон), Valladolid International Film Festival, 1988 — Победитель (Silver Spike в номинации «Короткометражный фильм») |
| 1989 | Клуб брошенных (ЧССР, 25 минут)                                                                                | Klub odlozenych (The Club of the Laid Off) | |
| 2006 | Голем (Чехия, 6 минут)                                                                                         | Golem                                      | |
| 2009 | На чердаке или У кого сегодня день рожденья? (Чехия, Словакия, Япония, 80 минут, совместно с Vivian Schilling) | Na půdě aneb Kdo má dneska narozeniny?     | Czech Lions 2010 — Победитель в номинации «Nejlepsí výtvarný pocin» |